# 緑川賢司
緑川 賢司（みどりかわ けんじ、1967年3月7日 -  ）は、実業家、エポキシアート協会代表、株式会社ミナロ代表取締役、OCASILA inc.代表取締役、NPO法人全日本製造業コマ大戦協会名誉顧問。

## 来歴
神奈川県横浜市出身。1985年4月神奈川県立磯子高等学校卒業。
1987年木型工場に職人として就職、2002年7月木型工場の廃業に伴い、同8月にミナロを創立。
2012年に『全日本製造業コマ大戦』を立ち上げ、2015年2月には『世界コマ大戦』を開催し、7カ国の海外チームが参戦する等、世界を巻き込む一大プロジェクト事業に発展させた。
2016年3月、OCASILA inc.を立ち上げ、「価値ある日本製を世界に通ずるハイブランドにする」をビジョンに、これまでに培った圧倒的な製造業ネットワークを元に中小企業の技術・製品を世界に向けて展開する業務を開始した。
2017年8月『横浜ハーバリウム弐番店』を開店、2020年8月『エポキシアート協会』を設立、これまでのノウハウと商流をいかしたハンドメイドインテリアの事業を展開する。
2020年4月、YouTubeにトーク番組【ダンサカ】夢や思いを熱く語る会員制酒場 【ダンディー酒場】通称『ダンサカ』を開設。
2021年8月、波コレを開催、レジンアートに携わるハンドメイド作家の地位向上を目的としている。

## 人物・エピソード・発言
中学生の時に父親が他界、母子家庭に育つ。
佐久間象山が近藤勇に語った言葉、「10歳までは自分のことだけを考えろ、10代は家族のことを、20代は自分のくに（故郷）のことを考えろ、30代で日本のことを考え、40代で世界のことを考えろ。」を自身のガイドラインにしている。
また、ドバイ国王、シェイクムハンマドの「From Vision to Reality（ビジョンを掲げろ現実となる）」に感化され、ビジョンのもつ力を伝播させている。
2015年には、映画『未来シャッター』で主演を演じた。
2016年には、富山県氷見市で初のTEDxHimi2016のスピーカーを務めた。
同年「中小企業社歌コンテスト」、2019年からは「NIKKEI全国社歌コンテスト」の審査員を務める。

## 出演映画
- 『未来シャッター』（2015年7月1日公開、ワップフィルム、【監督：高橋和勧】）柴崎武三役
- 『横濱の空の下』（2016年11月26日公開、横濱にゅうくりあ、【脚本・監督：泉谷渉】）本人役[8]

## 主な出演番組
テレビ、ラジオ番組
- 2006年 1月 『TVチャンピオン』コロコロからくり装置王3
- 2006年 5月 TBSテレビ『筑紫哲也NEWS23』
- 2006年 8月 TV神奈川『パペットマペットのサイエンスでしょ！？』
- 2006年 8月 NHK『ラジオあさいちばん』
- 2009年 2月 横浜テレビ局『企業の履歴書』
- 2009年10月 フジテレビ『どーも☆キニナル！』
- 2009年11月 JCN系『ひとものがたり』
- 2011年11月 テレビ神奈川『enjoy横濱ライフ』
- 2012年 2月 NHK『Bizスポ』
- 2012年 8月 TBSラジオ『森本毅郎・スタンバイ！』
- 2012年 9月 NHK『サキどり！』
- 2012年 9月 BS11『山口義行の中小企業家新聞』
- 2012年 9月 J:COM『夕なび 湘南～横浜』
- 2012年11月 NHK『サキどり！』
- 2013年 1月 ブルーレディオドットコム
- 2013年 2月 フジテレビ『スーパーニュース』
- 2013年 2月 NHK『サキどり！』
- 2013年 9月 日本テレビ『スッキリ！』
- 2013年 9月 BS11『山口義行の中小企業家新聞』
- 2013年11月 文化放送『福井謙二グッモニ』
- 2014年10月 テレビ朝日『テレメンタリー2014』「コマに技あり〜町工場から世界を目指せ〜」
- 2015年 2月 NHK総合『ひるまえほっと』
- 2016年12月 『NHKスペシャル』長時間労働
- 2017年 1月 NHK『ラジオ深夜便』
- 2017年 6月 テレビ朝日『マツコ＆有吉 かりそめ天国』
- 2018年 2月 TV神奈川『神奈川ビジネスUp To Date』
- 2021年 2月 テレビ朝日『マツコ＆有吉 かりそめ天国』

## 執筆
- 2004年 1月 日刊工業新聞「機械設計」
- 2004年12月 大河出版「ツールエンジニア 12月号」
- 2006年 3月 機械設計4月別冊RT
- 2007年11月 日刊工業新聞「ロボットビジネス 勝利の方程式」
- 2011年11月 朝日新聞「仕事のビタミン」連載
- 2011年12月 月刊『信用金庫』
- 2012年12月 MONOist 心技隊流「未来を創るヒント」
- 2016年 2月 月刊『経団連』

## 書籍
- 『直径2センチの激闘』（2012年、ISBN 978-4-526-07024-2、日刊工業新聞社）[9]

## 受賞歴
- 産業Navi大賞2010[10]
- 中小企業白書2013[11]
- メセナアワード大賞2013[12]
- 総務大臣表彰2014[13]
- JACEイベントアワード優秀賞2015[14]